# Neptis licinia
Neptis licinia är en fjärilsart som beskrevs av Hans Fruhstorfer 1907. Neptis licinia ingår i släktet Neptis och familjen praktfjärilar. Inga underarter finns listade i Catalogue of Life.